# Le Quinzième Prélude de Chopin
Pour l’article homonyme, voir Prélude no 15 de Chopin.

Le Quinzième Prélude de Chopin est un film français réalisé par Victor Tourjanski et sorti en 1922.
Il a été restauré en 1987 à partir du négatif original nitrate acquis par la Cinémathèque française en 1958, et les intertitres ont été reconstitués à partir de documents de la Cinémathèque. Les couleurs ont été réintroduites à partir d'une copie d’époque teintée déposée par le producteur Alexandre Kamenka en 1950.

## Synopsis
M. Monet, musicien de talent, aime tendrement sa jeune épouse Louise, mais elle a un amant, Maurice Dartois. Lorsque Monet découvre que Louise le trompe, il devient si furieux que Louise, morte de peur, quitte le domicile conjugal et trouve refuge chez Maurice. Maurice, qui ne veut Louise que pour lui, chasse de chez lui son frère infirme Léo et sa jeune sœur Jeanne, qui vivaient avec lui : une décision regrettable qui entraînera des conséquences dramatiques.

## Fiche technique
- Réalisation : Victor Tourjanski
- Scénario : Victor Tourjanski
- Photographie : Joseph-Louis Mundwiller, Nikolai Toporkoff
- Producteur : Alexandre Lochakoff
- Société de production : Ermolieff-Cinéma
- Distributeur d'origine : Pathé-Consortium-Cinéma
- Genre : Drame
- Décorateur : Ivan Lochakoff
- Durée : 1 690 m[2].
- Date de sortie : 5 mai 1922

## Distribution

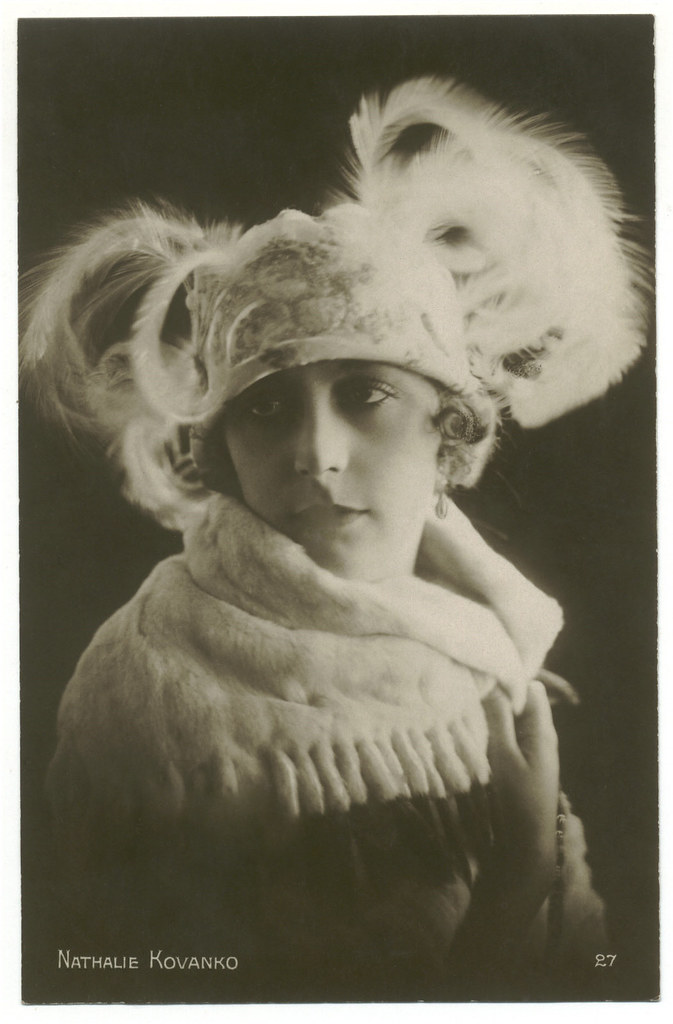
Nathalie Kovanko.

- André Nox : M. Monet - un musicien de talent, le mari de Louise
- Nathalie Kovanko : Louise Monet - la femme infidèle de Monet
- Gaston Rieffler : Maurice Dartois - l'amant de Louise
- René Hiéronimus : Léo Dartois - le frère infirme de Maurice
- Madame Jousakoff : Jeanne Dartois - la jeune soeur de Maurice
- Adeline de La Croix : Mme Monet mère
- Paul Jorge : Le père Caleb
- Jean-Paul de Baere : Le petit Paul